# Hirschburg (Leutershausen)
Die Hirschburg, oft auch Burg Hirschberg bezeichnet, ist die Ruine einer hochmittelalterlichen Höhenburg über Leutershausen (früher Liuthereshusen), einem Ortsteil der Gemeinde Hirschberg an der Bergstraße, im Rhein-Neckar-Kreis im Nordwesten Baden-Württembergs.

## Lage
Die Ruine liegt auf dem Hirschberg (früher Hirzberg) auf etwa 300 Metern Höhe am Westrand des Odenwaldes östlich von Leutershausen. Von der Burg führt ein Hohlweg zur 500 Meter südöstlich entfernten, höhergelegenen Ruine Schanzenköpfle.

## Geschichte
Die Burgen auf dem Hirschberg und dem Schanzenköpfle wurden wahrscheinlich beide von dem edelfreien Geschlecht der Hirschberger (früher Hirzberger) erbaut. Aufgrund der Datierung von Scherbenfunden geht man davon aus, dass das Schanzenköpfle die ursprüngliche Hirschburg war und vielleicht zu Beginn des 12. Jahrhunderts errichtet wurde. Die heute als Hirschburg bezeichnete Anlage erbaute vermutlich ein Zweig der Familie, die Strahlenberger, um 1200. Nach dem Aussterben der adeligen Familie der Hirschberger mit Eberhard von Hirzberg im ersten Viertel des 13. Jahrhunderts wurde die Burg von den neuen Lehnsherren im Ritterstand übernommen, die sich nun ebenfalls „von Hirschberg“ nannten.
Die Hirschburg wurde wahrscheinlich bis ins frühe 14. Jahrhundert hinein bewohnt, bis die Ritter von Hirschberg im Ort Leutershausen einen großen Hof erbauten. Wie lange die Burg verfiel und wann diese abgerissen oder geschleift wurde, ist nicht bekannt.

## Anlage
Die Burg liegt auf einem überformten Sporn, der an drei Seiten abfällt und im Osten mit dem Berg verbunden ist. Dort wurde ein Halsgraben angelegt. Auf dem 50 Meter langen Plateau liegen die Reste des runden Bergfrieds aus Granit-Bruchstein, der vermutlich nicht zur Gründungsanlage gehörte, sondern erst im 13. Jahrhundert errichtet wurde.

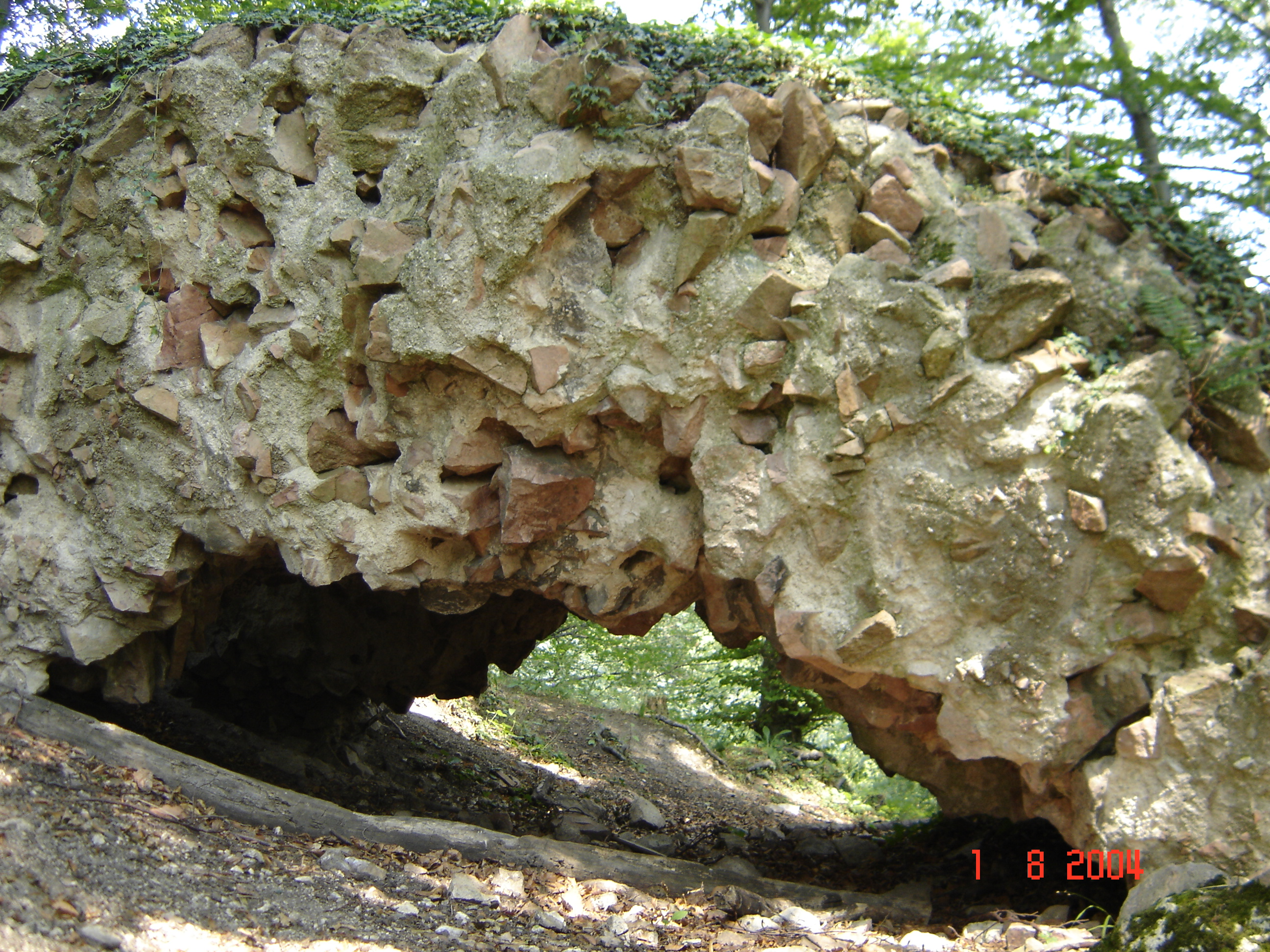
Weggebrochener und verkippter Rest des Bergfrieds
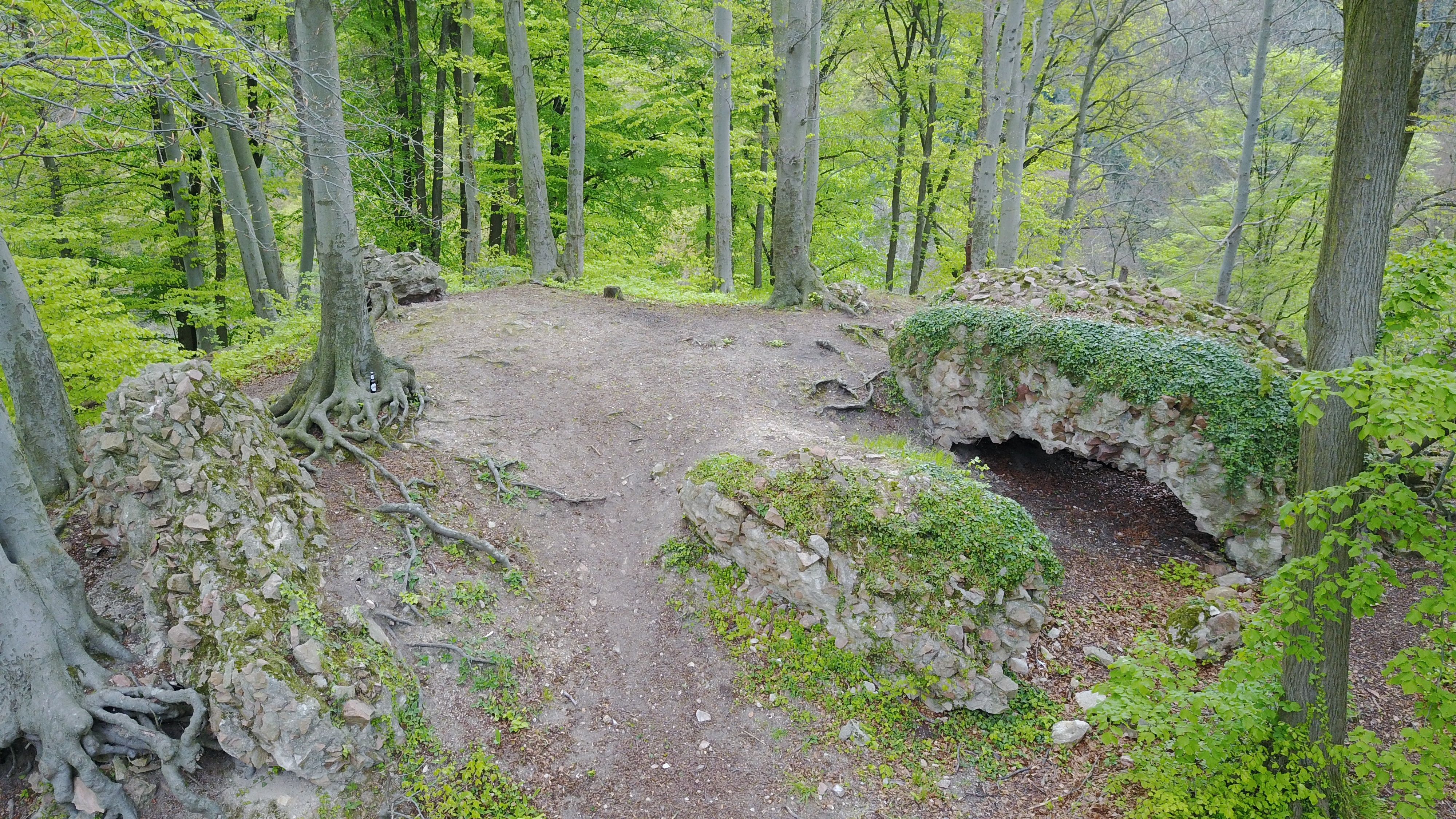
Übersichtsaufnahme des Burgplateaus
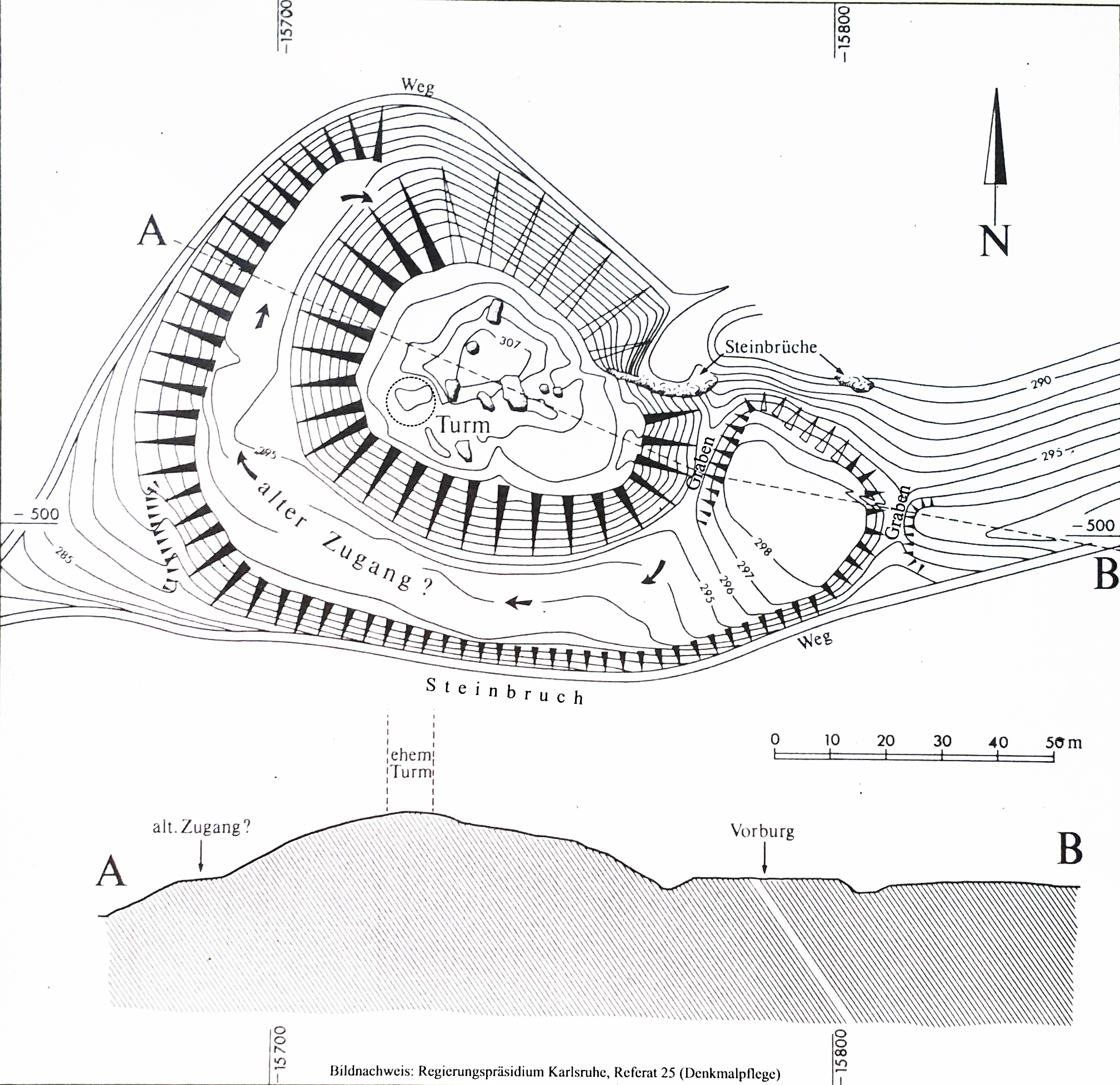
Grundriss der Burganlage